# Vincenzo di Dax
Vincenzo (... – Dax, IV secolo circa) è considerato il protovescovo di Dax nel IV secolo circa, ed è venerato come santo dalla Chiesa cattolica.
La più antica menzione del culto reso a san Vincenzo, vescovo di Dax, è una nota aggiunta al manoscritto del Martirologio geronimiano noto con il nome di manoscritto di Wolfenbüttel, datato al 772, dove si legge: In Aquis civitate passio sancti Vincentii episcopi et martyris. Nella città di Dax passione di san Vincenzo, vescovo e martire. Questa aggiunta è di poco posteriore alla stesura del manoscritto e dunque databile all'epoca carolingia.
Antichi calendari liturgici mozarabici, risalenti alla metà dell'XI secolo, menzionano il martirio di san Vincenzo assieme al compagno Leto, ma senza indicazione della patria d'origine e, per Vincenzo, senza indicarne il suo episcopato: Sancti Vincenti et Leti et comitum eorum martyrum - I santi martiri Vincenzo e Leto e i loro compagni.
I breviari di Dax, i più antichi dei quali risalgono alla seconda metà del XIII secolo, riportano una leggendaria Vita di Vincenzo e Leto, la Passio seu revelatio sanctii Vincentii martyris et Laeti socii eius, qui passi sunt in Aquensi civitate - Passione o rivelazione del santo martire Vincenzo e del suo compagno Leto, che subirono il martirio nella città di Dax. Questo testo non permette di collocare con precisione l'epoca in cui visse il vescovo Vincenzo. Secondo Duchesne «rien s'oppose à ce qu'il se place au IV siècle, ou même au V, à ce qu'il soit un épisode de la lutte du christianisme déjà légal contre le paganisme populaire, ou de la civilisation romaine contre les envahisseurs barbares».
Partendo da alcune biografie compilate da falsari medievali e da errate interpretazioni dei calendari liturgici mozarabi, il Baronio inserì nel Martirologio Romano al 1º settembre i santi Vincenzo e Leto come martiri spagnoli: In Spagna i santi Martiri Vincenzo e Leto.
L'odierno martirologio, riformato a norma dei decreti del concilio Vaticano II, ha corretto l'errore del Baronio e ricorda il solo santo vescovo con queste parole: